# Owen Hargreaves
Owen Lee Hargreaves (Calgary, 20. siječnja 1981.) je bivši engleski nogometaš koji je igrao na poziciji veznjaka. Kao mladić je igrao s Calgary Foothillsom prije nego što je započeo profesionalnu nogometnu karijeru u Bayern Münchenu. S Bavarcima je osvojio četiri Bundeslige te jednu UEFA Ligu prvaka.
Nakon sedam godina igranja za prvu momčad Bayerna prelazi u Manchester United s kojim već u prvoj sezoni osvaja Premier Ligu i UEFA Ligu prvaka. Međutim, kroz vrijeme provedeno u Manchester Unitedu mučile su ga ozljede te napušta klub 2011. Iste godine potpisuje ugovor s Unitedovim rivalom, Manchester Cityjem. Igrao je za Englesku nogometnu reprezentaciju te prikupio 42 nastupa.

## Klupska karijera

### Bayern München
Hargreaves sa 16 godina prelazi iz kanadskog kluba Calgary Foothills u Bayern München 1. srpnja 1997. Igrao je u momčadi do 19 godina dvije i pol godine prije nego što je proveo devet mjeseci s amaterskom momčadi.
Dana 12. kolovoza 2000. Hargreaves je debitirao u Bundesligi na utakmici protiv Herthe, zamijenivši Carstena Janckera u 83. minuti. Te sezone Bayern osvaja Bundesligu, a potom i Ligu prvaka. Hargreaves je igrao od početka finala Lige prvaka na poziciji središnjeg veznog. Tad Hargreaves postaje drugi od samo dva engleska nogometaša koji su osvojili Ligu prvaka s neengleskim klubom (Steve McManaman je sezonu ranije bio prvak s Real Madridom).
Nakon uspješne sezone, Hargreaves se nametnuo kao regularni igrač prve momčadi u sezoni 2001./02. Upisuje 29 odigranih utakmica u Bundesligi, dok je Bayern završio treći na tablici i izbačen u četvrtfinalu Lige prvaka od Real Madrida. 

## Reprezentativna karijera
Hargreaves je rođen u Kanadi, od majke Velšanke i oca Engleza, pa je mogao birati da nastupa za Kanadu, Wales ili Englesku. Prvo je nastupao 1998. za reprezentaciju Walesa do 19 na Milk Kupu gdje je Wales završio na trećem mjestu iza Turske i Sjeverne Irske. U rujnu 2000. je trebao debitirati za Wales do 21, ali je došla ponuda od Howarda Wilkinsona, trenera Engleske do 21, koju je Hargreaves prihvatio. 
Za Englesku nogometnu reprezentaciju je debitirao 1. rujna 2001. u Kvalifikacijama za Svjetsko prvenstvo 2002. protiv Njemačke. Engleska je porazila Njemačku 5:1, a Hargreaves je odigrao posljednjih 12 minuta utakmice. Hargreaves je bio jedini igrač pozvan na Svjetsko prvenstvo 2002., a da nije igrao u Premier Ligi. Na prvenstvu je u prvoj utakmici grupe F protiv Švedske odigrao cijelu utakmicu. U drugoj grupnoj utakmici protiv Argentine se ozlijedio nakon samo 15 minuta, pa je morao biti zamijenjen. 
Hargreaves je bio dio momčadi Engleske na Euru 2004. i Svjetskom prvenstvu 2006., iako ranije nije bio dio prve momčadi. Na četvrtfinalnoj utakmici Svjetskog prvenstva 2006. protiv Portugala, gdje je Engleska izgubila na jedanaesterce, Hargreaves je proglašen igračem utakmice. Od strane engleske publike smartan je jednim od rijetkih uspjeha engleskog tima. Zadnju utakmicu za Englesku odigrao je u svibnju 2008., nakon čega kreću učestale probleme s ozljedama.

### Statistika u reprezentaciji
| Reprezentacija | Godina | Nastupa | Golova |
| -------------- | ------ | ------- | ------ |
| Engleska       | 2001   | 2       | 0      |
| Engleska       | 2002   | 8       | 0      |
| Engleska       | 2003   | 5       | 0      |
| Engleska       | 2004   | 9       | 0      |
| Engleska       | 2005   | 5       | 0      |
| Engleska       | 2006   | 8       | 0      |
| Engleska       | 2008   | 3       | 0      |
| Engleska       | 2007   | 2       | 0      |
| Ukupno         | Ukupno | 42      | 0      |

## Trofeji
Bayern München
- Bundesliga: 2000./01., 2002./03., 2004/05., 2005./06.
- DFB-Pokal : 2002./03., 2004./05., 2005./06.
- DFB-Ligapokal: 2000.
- UEFA Liga prvaka: 2000./01.
- Interkontinentalni Kup: 2001.

Manchester United
- FA Premier Liga: 2007./08.
- UEFA Liga prvaka: 2007./08.

## Vanjske poveznice
- Profil, Soccerbase  (engl.)
- Profil na WorldFootball.net
- Profil na StretfordEnd.co.uk